# Greta Haapasalo spelande kantele i en bondstuga
Greta Haapasalo spelande kantele i en bondstuga (finska: Kreeta Haapasalo soittaa kannelta talonpoikaistuvassa) är en oljemålning av Robert Wilhelm Ekman från 1868.

## Målningen
Målningen avbildar en bondstuga, där den kända kantelespelaren Greta Haapasalo gör ett framförande för en samling andäktiga lyssnare. Där är husfrun och unga herrskapskvinnor och deras barn, en piprökande soldat samt en täljande pojke på golvet. 

## Proveniens
Målningen köptes av 1869 och finns på Ateneum i Helsingfors i Finland.